# 이호영 (1958년)
이호영(李浩永, 1958년 8월 7일~)은 대한민국의 공무원이다. 국무총리비서실장(2013. 3.~2014. 8.)을 지냈다. 경남 의령 출생이다.

## 학력
- 1977년: 경희고등학교 졸업
- 1985년: 서울대학교 지리교육학 학사
- 1987년: 서울대학교 행정대학원 행정학 석사
- 1997년: 셰필드대학교 대학원 국제학 석사

## 경력
- 1986년: 제29회 행정고시 합격
- 2007년: 국무총리실 규제개혁기획관
- 2008년 1월: 제17대 대통령직인수위원회 정부혁신/규제개혁 전문위원
- 2008년: 국무총리실 재정산업정책관
- 2009년: 국무총리실 사회문화정책관
- 2009년: 국무총리실 의전관
- 2010년 11월: 국무총리실 사회통합정책실장
- 제주특별자치도지원위원회 사무처장
- 2012년 5월~2013년 3월: 국무총리실 국정운영제2실장
- 2013년 3월 25일~2014년 8월 18일: 제32대 국무총리비서실 비서실장
- 2014년 9월~: 가천대학교 행정학과 초빙교수
- 생명존중교육협의회 수석부회장
- 다민족문화예술교류총연합 공동대표
- 새누리당 20대 총선 국회의원 예비후보
- 자유한국당 국책자문위원회 위원 및 간사
- 국민의힘

| 전임 임종룡 (국무총리실장) | 제1대 국무총리비서실장 2013년 3월 25일~2014년 8월 18일 | 후임 이석우 |